# Anamerie
Anamerie kommt bei einigen Arthropodengruppen und insbesondere den Krebsen vor. Man versteht darunter, dass zum Zeitpunkt des Schlüpfens noch nicht die vollständige, für den Adultus typische Anzahl von Körpersegmenten vorhanden ist. Die noch fehlenden Segmente werden postembryonal bei der Larve angelegt, was auf zwei verschiedene Arten erfolgen kann:
Bei der regelmäßigen Anamerie werden die neuen Segmente stufenweise gebildet, das heißt bei jeder Häutung wird vom Kopf abwärts ein neues Segment in Funktion genommen. Regelmäßige Anamerie ist vor allem typisch für die Naupliuslarven der Krebse.
Bei der unregelmäßigen Anamerie werden hintere Körpersegmente früher funktionsfähig als näher am Kopf gelegene, was eine Anpassung an spezielle Lebensumstände sein kann.